# 박철민 (유도 선수)
박철민(朴哲民, 1982년 9월 21일 - )은 조선민주주의인민공화국의 유도 선수이다.
2008년 베이징 올림픽에서 남자 유도 66kg이하급에서 동메달을 획득하였다.